# Ekekam II
Ekekam II est un village de la région du Centre du Cameroun. Il est localisé dans l'arrondissement (commune) d'Okola. On y accède par la piste rurale qui lie Okola à Mva'a, Bissogo et à Okoukouda.

## Population et société
En 1965, la population de Ekekam II était de 256 habitants. Ekekam II compte 208 habitants lors du dernier recensement de 2005. La population est constituée pour l’essentiel du peuple Eton.